# Muusoctopus johnsonianus
Muusoctopus johnsonianus is een inktvissensoort uit de familie van de Enteroctopodidae. De wetenschappelijke naam van de soort werd voor het eerst geldig gepubliceerd in 2006 door Allcock, Strugnell, Ruggiero en Collins als Benthoctopus johnsoniana.